# Narcissus viridiflorus
Narcissus viridiflorus là một loài thực vật có hoa trong họ Amaryllidaceae. Loài này được Schousb. mô tả khoa học đầu tiên năm 1800.

## Hình ảnh

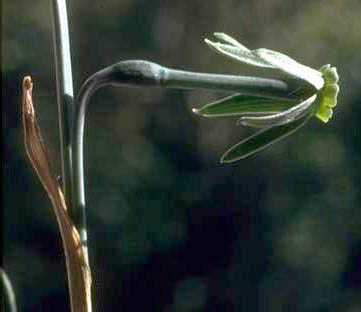